# Festuca arenaria
Festuca arenaria — вид трав'янистих рослин родини тонконогові (Poaceae). Етимологія: лат. arenaria — «піщаний».

## Опис
Стебла до 75(90) см. Кореневища дуже довгі. Язички менше 0.5 мм. Колоски 8–14.2 мм. Верхній луска 3.5–9.1 мм.

## Поширення
Європа: Естонія, Латвія, Німеччина, Польща, Данія, Фінляндія, Ісландія, Ірландія, Норвегія, Швеція, Сполучене Королівство, Франція. Населяє піщані дюни й піщану гальку.